# T-20 (装甲牽引車)
T-20 コムソモーレツ (ロシア語: Bronirovannyy gusenichnyy tyagach Komsomolets T-20, armored caterpillar-track tractor T-20)とは第二次世界大戦でソ連軍が使用した小型装甲牽引車である。 

## 概要
フランスのルノー UEやイギリスのキャリアと共通するコンセプトを持つ小型装甲牽引車で、機械化師団内の対戦車部隊用牽引車として1936年に開発された
53-K 45mm対戦車砲やその改良型M-42 45mm対戦車砲、120mm迫撃砲M1938の牽引が主な用途で、通常、砲および弾薬リンバーを直列で牽引する。
2名の乗員用に、車体前半に完全密閉されたコンパートメントを持ち、右側に固有武装としてDT機銃のマウントを持っていた。マウント部の形状には、生産時期により差がある。車体後部は折りたたみ式で背中合わせのベンチシートがあり、6名（左右3名ずつ）の砲兵を搭乗させることができる。後部座席は装甲防御されていないが、悪天候時は支柱を立て幌を被せることができた。

## 開発と生産
開発を行ったのはモスクワ郊外のG.K.オルジョニキーゼ名称・第37工場で、同工場はビッカース水陸両用戦車を範としたT-37、T-38の開発・生産を手掛けており、T-20は足回りの部品の多くを、これら水陸両用軽戦車から流用して作られた。
第37工場のほか、エンジンを供給したゴーリキー自動車工場（GAZ）、スターリングラード・トラクター工場（STZ）で、1937年から1941年まで、8000両近くが量産された。

## 派生型
ZiS-30対戦車自走砲
T-20コムソモーレツの車体ほぼ中央に、ZiS-2 57mm対戦車砲を搭載した簡易自走砲。1941年夏、ゴーリキーの第92工場で製作された。

## ソ連以外での主な使用国

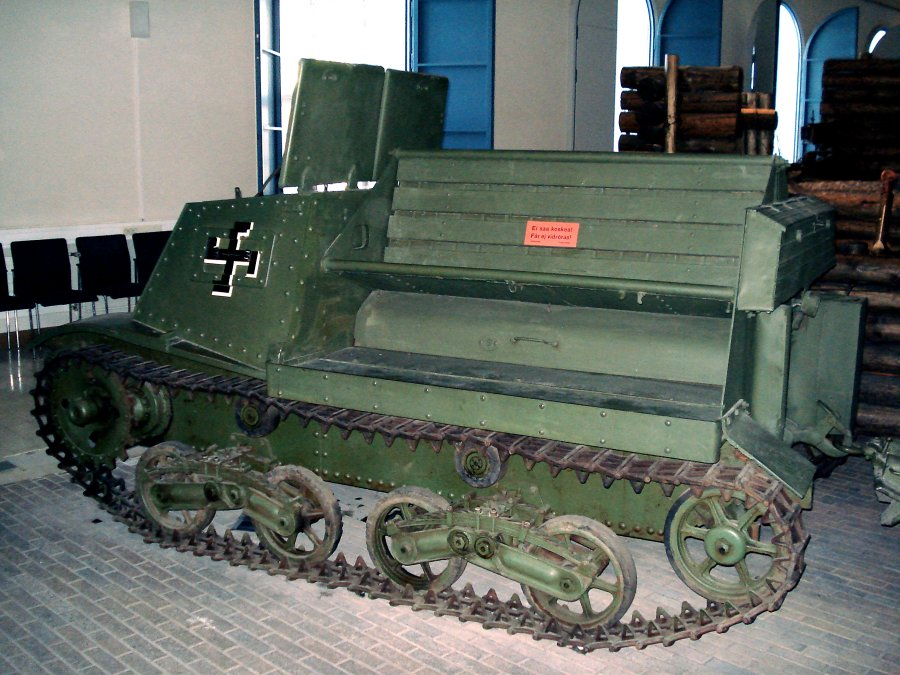
フィンランド軍が鹵獲使用したT-20
ヘルシンキ、スオメンリンナ要塞博物館蔵。

ドイツ
緒戦期多数が鹵獲され、Gepanzerter Artillerie Schlepper 630(r)（装甲火砲牽引車630（ロシア製）の意）の名称で、軽野砲や対戦車砲の牽引に使用された。前線部隊で、即席で37mm対戦車砲を搭載する自走砲に改装されたものもある。
フィンランド

初期型・後期型合わせて180両余りが鹵獲され、同様にソ連軍から鹵獲された45mm対戦車砲や、ドイツの75mm対戦車砲など、各種の火砲の牽引に使われた。フィンランド軍では、戦後も長くコムソモーレツを使用、1959年末時点でもなお11両が軍籍にあった。
ルーマニア
1941年から1942年にかけての戦いで、ルーマニア軍は数十両のコムソモーレツを鹵獲。コムソモーレツのGAZエンジンはフォードのライセンス製品だったので、ルーマニア・フォード・トラック工場で1943年春から秋にかけて34両が修理され、ドイツ製50mm対戦車砲用牽引具が装着されて軍に配備された。ルーマニアでは、「鹵獲ロシア製フォード（Ford rusesc de captura）」と呼ばれた。これらは、1944年夏のモルダヴィアの戦いで全車喪われた。

## 登場作品

### ゲーム
『トータル・タンク・シミュレーター』
ソビエト連邦の回収車T-20として登場。歩兵4名が搭乗可能。
『War Thunder』
ソビエト連邦の駆逐戦車としてZis-30が登場。